# Громыко, Ольга Николаевна
О́льга Никола́евна Громы́ко (13 сентября 1978, Винница, УССР) — белорусская писательница жанров фэнтези и научной фантастики, прозаик и микробиолог.

## Биография
Родилась в полночь с 13 на 14 сентября 1978 года. Окончила Белорусский государственный университет по специальности микробиология (2001). Работала в НИИ Эпидемиологии и микробиологии Министерства здравоохранения Белоруссии (Минск). Член Союза писателей Беларуси. Замужем, в 2004 году родила сына. По данным «Беларусского расследовательского центра», супругом Ольги Громыко является белорусский бизнесмен Александр Зайцев.
Издаётся с 2003 года. Первые книги были написаны в жанре юмористического фэнтези, «Верные враги» — в жанре героического. Автор Белорийского цикла о ведьме Вольхе («Профессия: ведьма»; «Ведьма-хранительница»; «Верховная ведьма»; «Ведьмины байки»), к которому примыкают книги «Верные враги» и «Белорские хроники».
Роман «Профессия: ведьма» на международном фестивале «Звёздный мост-2003» (г. Харьков) получил приз «Издательства Альфа-книга» («Армада») «Меч Без Имени» за лучший дебютный роман в жанре юмористической и остросюжетной фантастики.
Произведения Ольги Громыко отличает ирония, иногда переходящая в сарказм. Главными героями её книг являются персонажи, в традиционном фэнтези относящиеся к отрицательным: ведьмы, вампиры, оборотни, драконы, тролли, мантихоры и другие. Две книги — «Плюс на минус» и «Космобиолухи» были написаны в соавторстве с рижским писателем Андреем Улановым.
Книги издаются в Чехии, Польше.
Ольга Громыко является неверующей.
В Интернете известна под псевдонимами Ведьма или Volha. Также фанаты творчества Громыко часто называют её ВБП, что значит — Великая Белорусская (либо Белорская — по месту действия нескольких её книг) Писательница. По данным опроса 2015 г., оказалась на втором месте по известности внутри страны среди современных белорусских писателей после Владимира Некляева.
Любимые авторы — Мария Семёнова, Анджей Сапковский, Терри Пратчетт, Иоанна Хмелевская и Джеральд Даррелл.

## Библиография

Профессия: ведьма (обложка книги)

## Награды и премии
- 3-е место в номинации «Дебютные книги» на международном фестивале «Звёздный мост» (2003) за книгу «Профессия: ведьма»;
- Премия Меч без имени в 2003 году за книгу «Профессия: ведьма»;
- 2-е место в номинации «Крупная форма» на международном фестивале «Звёздный мост» (2005) за роман «Верные враги»;
- 2-е место в номинации «Крупная форма» на международном фестивале «Звёздный мост» (2006) за роман «Цветок камалейника»;
- 3-е место в номинации «Крупная форма» на международном фестивале «Звёздный мост» (2008) за книгу «Белорские хроники»;
- 1-е место в номинации «Циклы, сериалы и романы с продолжением» на международном фестивале «Звёздный мост» (2009) за книгу «Год крысы. Видунья» (1 книга цикла);
- 1-е место в номинации «Циклы, сериалы и романы с продолжением» на международном фестивале «Звёздный мост» (2010) за книгу «Год крысы. Путница» (2 книга цикла).
- Медаль «Н. В. Гоголь» (2009)[10]